# Caíque Venâncio Lemes
Caíque Venâncio Lemes (sinh ngày 12 tháng 7 năm 1993), được biết đến nhiều với tên Caíque là một cầu thủ bóng đá chuyên nghiệp người Brasil.
Caíque có nhiều năm thi đấu tại quê nhà Brasil trước khi chuyển tới Bồ Đào Nha chơi cho câu lạc bộ C.D Aves. Sau đó, anh có 1 mùa chơi tại Thái Lan, trước khi sang Việt Nam khoác áo Viettel.

## Thành tích

### Câu lạc bộ
Guarani
- Campeonato Paulista Série A2 (1): 2018